# Tar (vas)
Tar je vas na Madžarskem, ki upravno spada v podregijo Pásztói Županije Nógrád.